# Hans Sohlström
Hans Sohlström, född 1964, är en finländsk diplomingenjör och företagsledare.
Sohlström tillträdde som verkställande direktör för Stora Enso i september 2023. Innan dess var han vd och koncernchef för Ahlstrom-Munksjö från juni 2018. Dessförinnan var han vd och koncernchef för Ahlström Capital Group sedan början av år 2016. Innan dess var han vd och koncernchef för Rettig Group under åren 2012–2015 och hade olika ledande befattningar inom UPM-Kymmene under åren 1989–2012. Han var ledamot av Stora Ensos styrelse från mars 2021.
Sohlström är diplomingenjör och ekonomie magister.